# Campeonato Tocantinense de Futebol de 2009
O Campeonato Tocantinense de Futebol 2009 foi a 17ª edição do torneio, que aconteceu entre os dias 14 de fevereiro e 21 de junho do mesmo ano. Nesta edição, alegando dificuldades financeiras a equipe Ipiranga desistiu de participar da edição de 2009. A equipe campeã garantiu uma vaga no Brasileirão 2010 - Série D e uma vaga para a Copa do Brasil de 2010.

## Participantes
| - Araguaína (Araguaína) - Gurupi (Gurupi) - Intercap (Paraíso do Tocantins) - Ipiranga (Aliança do Tocantins) - Juventude (Dianópolis) | - Kaburé (Colinas do Tocantins) - Palmas (Palmas) - Tocantinópolis (Tocantinópolis) - Tocantins (Palmas) - Tubarão (Palmas) |

## Regulamento

### Primeira fase
Os dez clubes jogam entre si, em turno e returno. As seis melhores equipes se classificam para a Segunda Fase.

### Segunda fase
Os seis clubes estão em três chaves de 2 clubes cada. Jogam em ida e volta dentro dos próprios grupos. Os vencedores seguem para a fase seguinte, além de um clube por índice técnico, isto é, 
dentre os perdedores o clube de melhor campanha passa adiante.

### Terceira fase
As semi finais entre os quatro clubes que estão em duas chaves de dois. Jogam em ida e volta. 
Os vencedores vão a final.

### Final
Os finalistas jogarão partidas de ida e volta.

### Rebaixamento
Os 4 clubes que não conseguirem vaga na Segunda Fase, estarão rebaixados para a 2ª Divisão, que será disputada no segundo semestre de 2009.

## Primeira fase

### Classificação
| Classifição 1ª Fase | Classifição 1ª Fase | Classifição 1ª Fase | Classifição 1ª Fase | Classifição 1ª Fase | Classifição 1ª Fase | Classifição 1ª Fase | Classifição 1ª Fase | Classifição 1ª Fase | Classifição 1ª Fase | Classifição 1ª Fase | Classifição 1ª Fase |
| Time | Time                | Pts                 | J                   | V                   | E                   | D                   | GP                  | GC                  | SG                  |                     |                     |
| --- | ------------------- | ------------------- | ------------------- | ------------------- | ------------------- | ------------------- | ------------------- | ------------------- | ------------------- | ------------------- | ------------------- |
| 1 | Araguaína           | 37                  | 18                  | 11                  | 4                   | 3                   | 36                  | 13                  | +23                 |                     |                     |
| 2 | Palmas              | 35                  | 18                  | 10                  | 5                   | 3                   | 34                  | 17                  | +17                 |                     |                     |
| 3 | Gurupi              | 33                  | 18                  | 10                  | 3                   | 5                   | 36                  | 19                  | +17                 |                     |                     |
| 4 | Intercap            | 30                  | 18                  | 8                   | 6                   | 4                   | 34                  | 17                  | +17                 |                     |                     |
| 5 | Tubarão             | 29                  | 18                  | 8                   | 5                   | 5                   | 33                  | 19                  | +14                 |                     |                     |
| 6 | Tocantinópolis      | 29                  | 18                  | 8                   | 5                   | 5                   | 28                  | 30                  | -2                  |                     |                     |
| 7 | Juventude           | 27                  | 18                  | 8                   | 3                   | 7                   | 29                  | 23                  | 6                   |                     |                     |
| 8 | Tocantins           | 18                  | 18                  | 4                   | 6                   | 8                   | 22                  | 38                  | -16                 |                     |                     |
| 9 | Kaburé              | 11                  | 18                  | 2                   | 5                   | 11                  | 20                  | 43                  | -23                 |                     |                     |
| 10 | Ipiranga*           | 0                   | 18                  | 0                   | 0                   | 18                  | 0                   | 54                  | -54                 |                     |                     |
| Pts – Pontos ganhos; J – Jogos; V - Vitórias; E - Empates; D - Derrotas; GP – Gols pró; GC – Gols contra; SG – Saldo de gols; % - Aproveitamento de pontos; |                     |                     |                     |                     |                     |                     |                     |                     |                     |                     |                     |

O Ipiranga desistiu do campeonato, e todos os seus jogos serão considerados derrota por 3 a 0.
|  |                                         |
|  | Classificados para a Segunda Fase.      |
|  | Rebaixados para a Segunda Divisão 2009. |

### Confrontos
Para ler a tabela, a linha horizontal representa os jogos da equipe como mandante. A coluna vertical indica os jogos da equipe como visitante.
|                | ARA   | GUR   | INT   | IPI   | JUV   | KAB   | PAL   | TON   | TOC   | TUB   |
| -------------- | ----- | ----- | ----- | ----- | ----- | ----- | ----- | ----- | ----- | ----- |
| Araguaína      | —     | 5 - 0 | 0 - 0 | 3 - 0 | 3 - 1 | 3 - 1 | 3 - 0 | 2 - 2 | 5 - 0 | 1 - 0 |
| Gurupi         | 2 - 1 | —     | 1 - 2 | 2 - 0 | 2 - 1 | 5 - 1 | 1 - 1 | 4 - 0 | 1 - 0 | 2 - 1 |
| Intercap       | 1 - 2 | 1 - 0 | —     | 3 - 0 | 2 - 1 | 3 - 1 | 1 - 2 | 6 - 1 | 4 - 0 | 1 - 2 |
| Ipiranga       | 0 - 3 | 0 - 3 | 0 - 3 | —     | 0 - 3 | 0 - 3 | 0 - 3 | 0 - 3 | 0 - 3 | 0 - 3 |
| Juventude      | 1 - 0 | 2 - 1 | 0 - 0 | 3 - 0 | —     | 3 - 1 | 0 - 1 | 0 - 0 | 3 - 1 | 1 - 1 |
| Kaburé         | 0 - 0 | 0 - 5 | 0 - 0 | 3 - 0 | 3 - 5 | —     | 1 - 3 | 2 - 2 | 0 - 0 | 0 - 3 |
| Palmas         | 4 - 1 | 0 - 0 | 3 - 1 | 3 - 0 | 1 - 3 | 2 - 0 | —     | 1 - 1 | 3 - 1 | 2 - 1 |
| Tocantinópolis | 0 - 1 | 2 - 1 | 4 - 3 | 3 - 0 | 2 - 1 | 3 - 2 | 2 - 0 | —     | 3 - 2 | 1 - 2 |
| Tocantins      | 1 - 1 | 2 - 5 | 1 - 1 | 1 - 0 | 2 - 1 | 1 - 1 | 0 - 6 | 1 - 1 | —     | 2 - 1 |
| Tubarão        | 0 - 2 | 0 - 0 | 3 - 3 | 3 - 0 | 2 - 0 | 4 - 1 | 2 - 2 | 1 - 1 | 4 - 0 | —     |

## Segunda fase
Em itálico, o time que possui o mando de campo no primeiro jogo do confronto e em negrito o time vencedor do confronto.
| Equipe 1       | Total | Equipe 2  | 1.º jogo | 2.º jogo |
| -------------- | ----- | --------- | -------- | -------- |
| Tocantinópolis | 2–4   | Araguaína | 1–2      | 1–2      |
| Tubarão        | 3–2   | Palmas    | 2–2      | 1–0      |
| Intercap       | 2–4   | Gurupi    | 0–2      | 2–2      |

### 1° contra o 6°
| 23/05 | Tocantinópolis | 1 - 2 | Araguaína                          | Estádio João Ribeiro, Tocantinópolis |
| 17hs  | Rocha 9'       |       | Marquinhos 2' · Cristiano 45' (GC) |                                      |

| 30/05 | Araguaína                                | 2 - 1 | Tocantinópolis | Estádio Leôncio de Souza Miranda, Araguaína |
| 16hs  | Sandro Goiano 27' · Fernando Gabriel 88' |       | Têta 2'        |                                             |

### 2° contra o 5°
| 23/05 | Tubarão                   | 2 - 2 | Palmas                | Nílton Santos, Palmas |
| 17hs  | Israel 16' · Niltinho 56' |       | Buiú 35' · Júnior 70' |                       |

| 30/05 | Palmas | 0 - 1 | Tubarão | Nílton Santos, Palmas |
| 16hs  |        |       | Jocion  |                       |

### 3° contra o 4°
| 23/05 | Intercap | 0 - 2 | Gurupi                          | Estádio Municipal José Pereira Rêgo, Paraíso do Tocantins |
| 17hs  |          |       | Aldrovani 47' · Bruno Lopes 62' |                                                           |

| 30/05 | Gurupi                    | 2 - 2 | Intercap                  | Estádio Gilberto Resende Rocha, Gurupi |
| 16h   | Gol marcado · Gol marcado |       | Gol marcado · Gol marcado |                                        |

### Classificação
| Classifição 2ª Fase | Classifição 2ª Fase | Classifição 2ª Fase | Classifição 2ª Fase | Classifição 2ª Fase | Classifição 2ª Fase | Classifição 2ª Fase | Classifição 2ª Fase | Classifição 2ª Fase | Classifição 2ª Fase | Classifição 2ª Fase | Classifição 2ª Fase |
| Time | Time                | Pts                 | J                   | V                   | E                   | D                   | GP                  | GC                  | SG                  |                     |                     |
| --- | ------------------- | ------------------- | ------------------- | ------------------- | ------------------- | ------------------- | ------------------- | ------------------- | ------------------- | ------------------- | ------------------- |
| 1 | Araguaína           | 6                   | 2                   | 2                   | 0                   | 0                   | 4                   | 2                   | +2                  |                     |                     |
| 2 | Gurupi              | 4                   | 2                   | 1                   | 1                   | 0                   | 4                   | 2                   | +2                  |                     |                     |
| 3 | Tubarão             | 4                   | 2                   | 1                   | 1                   | 0                   | 3                   | 2                   | +1                  |                     |                     |
| 4 | Palmas              | 1                   | 2                   | 0                   | 1                   | 1                   | 2                   | 3                   | -1                  |                     |                     |
| 5 | Intercap            | 1                   | 2                   | 0                   | 1                   | 1                   | 2                   | 4                   | -2                  |                     |                     |
| 6 | Tocantinópolis      | 0                   | 2                   | 0                   | 0                   | 2                   | 2                   | 4                   | -2                  |                     |                     |
| Pts – Pontos ganhos; J – Jogos; V - Vitórias; E - Empates; D - Derrotas; GP – Gols pró; GC – Gols contra; SG – Saldo de gols; % - Aproveitamento de pontos; |                     |                     |                     |                     |                     |                     |                     |                     |                     |                     |                     |

As três equipes vencedoras dos confrontos e o derrotado que possuir melhor índice técnico estão classificados para as semifinais.
|  |                                                                     |
|  | Classificados para as Semifinais por terem vencido seus confrontos. |
|  | Classificado para a Semifinal por índice técnico.                   |
|  | Eliminados                                                          |

## Semifinal

### Araguaína x Gurupi
| 06/06   | Gurupi                                | 3 - 1 | Araguaína      | Estádio Gilberto Resende Rocha, Gurupi |
| 16:30hs | Aldrovani 25' 32' · Paulo Roberto 87' |       | Rondinelli 49' |                                        |

| 13/06   | Araguaína                                           | 4 - 2 | Gurupi            | Estádio Leôncio de Souza Miranda, Araguaína |
| 16:30hs | Fernando · Fernando Gabriel 18' · Sandro Goiano 20' |       | Aldrovani 80' 87' |                                             |

|                                                                |       | Penalidades                                              |  |
| Convertido · Convertido · Convertido · Convertido · Convertido | 5 – 4 | Convertido · Convertido · Convertido · Convertido · Erro |  |

### Tubarão x Palmas
| 06/06   | Palmas      | 1 - 0 | Tubarão | Nilton Santos, Palmas |
| 16:30hs | Gol marcado |       |         |                       |

| 13/06   | Tubarão    | 1 - 2 | Palmas                          | Nilton Santos, Palmas |
| 16:30hs | Israel 40' |       | Leandro Cesar 35' · Lucca 90+7' |                       |

## Final

### Jogo de Ida
| 16/06   | Palmas    | 1 - 1 | Araguaína      | Nilton Santos, Palmas |
| 20:15hs | Lucca 15' |       | Mauricinho 69' |                       |

### Jogo de Volta
| 20/06   | Araguaína                             | 2 - 2 | Palmas                    | Estádio Leôncio de Souza Miranda, Araguaína |
| 16:00hs | Fernando Gabriel 17' · Mauricinho 83' |       | Lucca 58' · Júnior 90+13' |                                             |

|                                                                |       | Penalidades                                 |  |
| Convertido · Convertido · Convertido · Convertido · Convertido | 5 – 3 | Convertido · Convertido · Convertido · Erro |  |

## Premiação
| Campeonato Tocantinense 2009  |
| Campeonato Tocantinense       |
| ----------------------------- |
| ARAGUAÍNA Campeão (2° título) |

## Artilharia
14 GOLS - Mauricinho (Araguaína), Lucca (Palmas) 

11 GOLS - Oliveira (Intercap), Israel (Tubarão) 

9 GOLS - Fernando Gabriel (Araguaína)

8 GOLS - Warley (Juventude), Niltinho (Tubarão) 

7 GOLS - Ricardinho (Intercap), Nilton Goiano (Juventude) 

5 GOLS - Alisson (Gurupi), Matera (Gurupi), Rodrigo Ayres (Gurupi), Demir (Palmas), Éderson (Palmas), Têta (Tocantinópolis), Jocion (Tubarão), Aldrovani (Gurupi) 

4 GOLS - Sandro Goiano (Araguaína), Héder (Gurupi), Alisson (Intercap), Buiú (Palmas), Bruno (Tocantins)